# アパ日本再興財団
公益財団法人アパ日本再興財団は、元谷外志雄が2012年に設立した東京都港区に事務所を置く法人。代表理事も元谷。公益目的事業として「真の近現代史観」懸賞論文と「勝兵塾」の企画運営を行う。
2014年度時点での正味財産額はマイナス1千万円以上。

## 勝兵塾
勝兵塾は元谷外志雄が2011年から運営した私塾であり、後にアパ日本再興財団がその運営を承継した。以後も元谷が「塾長」を務める。公式ユーチューブチャンネルを持つ。

## 「真の近現代史観」懸賞論文
元谷外志雄が2008年に創設した賞で、後に財団がその運営を承継した。2016年の賞金総額は500万円相当。元谷によれば、この賞は日本を保守化させることに貢献しているという。

## 評価
西洋政治思想史・NPO/NGO論・政治哲学が専門の岡本仁宏・関西学院大学教授はアパ日本再興財団を『完全にといってよい政治活動団体、それも「政治上の主義」の推進団体』と位置付け、「右翼的」な団体だと評した。

## 刊行物
- 『謀略に!翻弄された近現代「誇れる国、日本。」』（「真の近現代史観」懸賞論文受賞作品集、年1回刊、2008年 -）